# 15023 Ketover
15023 Ketover eller 1998 SP156 är en asteroid i huvudbältet som upptäcktes den 26 september 1998 av LINEAR i Socorro County, New Mexico. Den är uppkallad efter Daniel Jacob Ketover.
Asteroiden har en diameter på ungefär 2 kilometer och den tillhör asteroidgruppen Nysa.